# Caméra linéaire
Une caméra est dite linéaire lorsque son capteur (CCD ou CMOS) a une dimension de 1xn pixels. Attention : certaines caméras linéaires ont jusqu'à 96 lignes de pixels parallèles et somment les pixels dans le but d'obtenir une meilleure sensibilité et un meilleur rapport signal / bruit. Les caméras linéaires couleurs ont 3 rangées de pixels parallèles (une par couleur).
Ce type de caméra est largement utilisé en vision industrielle puisqu'il permet l'acquisition ligne à ligne d'un objet défilant devant la caméra sur une bande transporteuse.
La résolution des capteurs est de 1024 à 12288 pixels, le plus souvent noir et blanc.

## Avantages
- La caméra linéaire permet d'acquérir une image ayant une luminosité homogène.
- La caméra linéaire permet de réaliser des images de grande taille pour un coût réduit.

## Inconvénients
- Elle doit être correctement calibrée sinon des lignes de pixels sombres apparaissent.
- Un moyen de déplacement relatif entre l'objet et la caméra à distance constante est obligatoire.
- L'intensité lumineuse doit être relativement importante car le temps d'exposition est court.
- Un système de déclenchement à grande précision des prises de vue pour chaque ligne doit être utilisé.